# Голубков, Анатолий Иванович
Анатолий Иванович Голубков (род. 26 августа 1949, Чердаклы, Ульяновская область) — российский политический деятель. Депутат Государственной Думы третьего созыва (1999—2003).

## Биография
В 1971 году окончил  Ульяновский сельскохозяйственный институт по специальности «ученый-агроном».
После службы в армии работал агрономом в совхозе им. Н. К. Крупской (Новосёлки), в совхозе «Маяк» (Александровка) Мелекесского района, в 1988-1991 годах занимал должность заместителя председателя Ульяновского агропромышленного комплекса, в 1991 году возглавил СПК им. Н. К. Крупской (Новосёлки) Мелекесского района.
Благодаря профессионализму, высоким организаторским качествам А. И. Голубкова хозяйство показывает высокие результаты и занимает передовые позиции в агропромышленном комплексе Ульяновской области благодаря научно-обоснованной системе земледелия и животноводства. В СПК созданы собственные перерабатывающие цеха, сеть магазинов, действует современный спортивный комплекс, стадион. В 1997 году СПК имени Крупской награждено международным Знаком качества «Большое золотое клише».
А. И. Голубков представлял интересы ульяновских избирателей в Государственной Думе России третьего созыва. В Законодательном Собрании четвёртого созыва возглавил комитет по аграрным вопросам, природопользованию, природным ресурсам и экологии, в пятом созыве также вошёл в состав профильного комитета.

## Награды
Награждён орденом Почёта.
Имя Анатолия Ивановича Голубкова занесено в Золотую книгу Почёта Ульяновской области с присвоением звания «Почётный гражданин Ульяновской области» в 2000 году.

## Скандал
В 2017 году Голубков, будучи депутатом областного собрания Ульяновской области, скрыл данные об участии в коммерческой деятельности и о полученном от одного из банков доходе более полумиллиона рублей.